# Antonio Carlos da Silva Neto
Antonio Carlos da Silva Neto (sinh ngày 29 tháng 10 năm 1985) là một cầu thủ bóng đá người Brasil.

## Sự nghiệp câu lạc bộ
Antonio Carlos da Silva Neto đã từng chơi cho Albirex Niigata.

## Thống kê câu lạc bộ

### J.League
| Đội             | Năm       | J.League | J.League | J.League Cup | J.League Cup | Tổng cộng | Tổng cộng |
| Đội             | Năm       | Trận     | Bàn      | Trận         | Bàn          | Trận      | Bàn       |
| --------------- | --------- | -------- | -------- | ------------ | ------------ | --------- | --------- |
| Albirex Niigata | 2005      | 1        | 0        | 0            | 0            | 1         | 0         |
| Tổng cộng       | Tổng cộng | 1        | 0        | 0            | 0            | 1         | 0         |